# 蔣婷婷
蔣婷婷（ジャン ・ティンティン、しょうていてい、Jiang Tingting、1986年9月25日 - ）は、中国の四川省成都市出身の女子アーティスティックスイミング（シンクロナイズドスイミング）選手。双子の姉蔣文文も同じくアーティスティックスイミングをやっており、デュエット競技ではペアを組む。
2008年北京オリンピックでは日本で指導の経験のある井村雅代をコーチに競技に参加し、蔣文文とのデュエットでは4位に終わったものの、チームにおいては、デュエットで敗れた日本を上回る3位になり、中国におけるオリンピックのシンクロナイズドスイミング競技初のメダルである銅メダルを獲得した。